# Goran Prpić
Goran Prpić (Zagreb, Iugoslàvia, 4 de maig de 1964) és un exjugador professional i entrenador de tennis iugoslau i croat.
Només va guanyar dos títols en el circuit professional de l'ATP, un individual i un de dobles masculins, ambdós l'any 1990, que li van permetre arribar al 16è i al 75è lloc dels rànquings respectius. Va formar part de l'equip iugoslau de la Copa Davis, del World Team Cup, i de la Hopman Cup, on va guanyar l'edició de 1991 junt a Monica Seles. La fita més important de la seva carrera va ser la medalla de bronze en els Jocs Olímpics de Barcelona de 1992 en la modalitat de dobles masculins junt a Goran Ivanišević, però per a Croàcia, que s'acabava d'independitzar. Després de la seva retirada va esdevenir entrenador de l'equip nacional femení de Croàcia (2000), posteriorment també del masculí (2006), i després de renunciar l'any 2011, va ser entrenador personal d'altres tennistes com Ana Konjuh.
Va patir una lesió molt greu al turmell a l'inici de 1986 que va estar a punt d'acabar amb la seva carrera, ja que va tardar dos anys a recuperar-se.

## Jocs Olímpics

### Dobles masculins
| Any  | Campionat                         | Parella          | Oponents                        | Resultat    |
| ---- | --------------------------------- | ---------------- | ------------------------------- | ----------- |
| 1992 | Jocs Olímpics, Barcelona, Espanya | Goran Ivanišević | Javier Frana Christian Miniussi | No disputat |

## Palmarès

### Individual: 3 (1−2)
| Llegenda (pre/post 2009)                                 |
| -------------------------------------------------------- |
| Grand Slams (0−0)                                        |
| Tennis Masters Cup / ATP Finals (0−0)                    |
| ATP Masters Series / ATP World Tour Masters 1000 (0−0)   |
| ATP International Series Gold / ATP World Tour 500 (0−0) |
| ATP International Series / ATP World Tour 250 (1−2)      |

| Títols per superfície |
| --------------------- |
| Dura (0−0)            |
| Gespa (0−0)           |
| Terra batuda (1−2)    |

| Resultat  | Núm. | Data                 | Torneig                        | Superfície   | Oponent          | Marcador         |
| --------- | ---- | -------------------- | ------------------------------ | ------------ | ---------------- | ---------------- |
| Finalista | 1.   | 30 de juliol de 1989 | Stuttgart, Alemanya Occidental | Terra batuda | Martín Jaite     | 3−6, 2−6         |
| Guanyador | 1.   | 14 de maig de 1990   | Umag, Iugoslàvia               | Terra batuda | Goran Ivanišević | 6−3, 4−6, 6−4    |
| Finalista | 2.   | 21 d'abril de 1991   | Niça, França                   | Terra batuda | Martín Jaite     | 6−3, 6−7(1), 3−6 |

### Dobles masculins: 2 (1−1)
| Llegenda (pre/post 2009)                                 |
| -------------------------------------------------------- |
| Grand Slams (0−0)                                        |
| Jocs Olímpics Bronze (1)                                 |
| Tennis Masters Cup / ATP Finals (0−0)                    |
| ATP Masters Series / ATP World Tour Masters 1000 (0−0)   |
| ATP International Series Gold / ATP World Tour 500 (0−0) |
| ATP International Series / ATP World Tour 250 (1−1)      |

| Títols per superfície |
| --------------------- |
| Dura (0−0)            |
| Gespa (0−0)           |
| Terra batuda (1−1)    |

| Resultat  | Núm. | Data               | Torneig                           | Superfície   | Parella          | Oponents                        | Marcador      |
| --------- | ---- | ------------------ | --------------------------------- | ------------ | ---------------- | ------------------------------- | ------------- |
| Guanyador | 1.   | 6 d'agost de 1990  | Sanremo, Itàlia                   | Terra batuda | Mihnea Nastase   | Ola Jonsson Fredrik Nilsson     | 3−6, 7−5, 6−3 |
| Guanyador | −    | 8 d'agost de 1992  | Jocs Olímpics, Barcelona, Espanya | Terra batuda | Goran Ivanišević | Javier Frana Christian Miniussi | No disputat   |
| Finalista | 1.   | 22 de març de 1993 | Casablanca, Marroc                | Terra batuda | Ģirts Dzelde     | Mike Bauer Pieter Norval        | 5−7, 5−7      |

### Equips: 1 (1−0)
| Resultat  | Núm. | Data               | Torneig                       | Superfície | Equip        | Oponents                    | Marcador |
| --------- | ---- | ------------------ | ----------------------------- | ---------- | ------------ | --------------------------- | -------- |
| Guanyador | 1.   | 4 de gener de 1991 | Copa Hopman, Perth, Austràlia | Dura       | Monica Seles | Zina Garrison David Wheaton | 3−0      |

## Trajectòria

### Individual
| Open d'Austràlia | A           | A           | A           | A   | A           | 1R          | QF          | 2R    | A     | 0 / 3     | 5 − 3     |
| Roland Garros | 1R          | A           | A           | A   | 2R          | 1R          | 2R          | 3R    | QF    | 0 / 6     | 8 − 6     |
| Wimbledon | A           | A           | A           | A   | A           | A           | 2R          | A     | A     | 0 / 1     | 1 − 1     |
| US Open | A           | A           | A           | A   | A           | A           | 2R          | A     | 1R    | 0 / 2     | 1 − 2     |
| Jocs Olímpics | No celebrat | No celebrat | No celebrat | A   | No celebrat | No celebrat | No celebrat | 1R    | NC    | 0 / 1     | 1 − 1     |
| Total Victòries−Derrotes                                                                                                   | 10−8        | 0−1         | 0−0         | 0−4 | 15−11       | 30−25       | 39−31       | 18−22 | 13−17 | 125 − 121 | 125 − 121 |
| Rànquing a final d'any | 338         | −           | −           | 340 | 299         | 148         | 116         | 130   | 196   |           |           |
| Llegenda: G: Guanyador; F: Finalista; SF: Semifinalista; QF: Quarts de final; Q: Qualificació; A: Absent; RR: Round Robin; |             |             |             |     |             |             |             |       |       |           |           |

### Dobles masculins
| Open d'Austràlia | A           | 1R          | 1R          | 3R    | A    | 0 / 3   | 2 − 3   |
| Roland Garros | A           | A           | 2R          | 1R    | A    | 0 / 2   | 1 − 2   |
| Wimbledon | A           | A           | 2R          | A     | A    | 0 / 1   | 1 − 1   |
| US Open | A           | A           | A           | A     | A    | 0 / 0   | 0 − 0   |
| Jocs Olímpics | No celebrat | No celebrat | No celebrat | SF    | NC   | 0 / 1   | 3 − 1   |
| Total Victòries−Derrotes                                                                                                   | 3−5         | 13−7        | 14−17       | 15−16 | 5−10 | 53 − 61 | 53 − 61 |
| Rànquing a final d'any | 299         | 148         | 116         | 130   | 196  |         |         |
| Llegenda: G: Guanyador; F: Finalista; SF: Semifinalista; QF: Quarts de final; Q: Qualificació; A: Absent; RR: Round Robin; |             |             |             |       |      |         |         |

## Guardons
- ATP Comeback Player of the Year (1989)